# Live Phish Volume 7
Live Phish Vol. 7 es un álbum en directo de la banda de rock estadounidense Phish grabado en el World Music Theater de Tinley Park, Illinois, el 14 de agosto de 1993.

## Lista de canciones

### Disco 1
1. "Chalk Dust Torture" (Anastasio, Marshall) - 6:16
2. "Guelah Papyrus" (Anastasio, Marshall) - 6:07
3. "The Divided Sky" (Anastasio) - 15:01
4. "The Horse" (Anastasio, Marshall) - 2:06
5. "Silent in the Morning" (Anastasio, Marshall) - 4:51
6. "It's Ice" (Anastasio, Marshall) - 9:01
7. "Sparkle" (Anastasio, Marshall) - 3:46
8. "Split Open and Melt" (Anastasio) - 12:35
9. "Esther" (Anastasio) - 8:42
10. "Poor Heart" (Gordon) - 3:02
11. "Cavern" (Anastasio, Herman, Marshall) - 4:30

### Disco 2
1. "2001" (Deodato) - 4:20
2. "Run Like an Antelope" (Anastasio, Marshall, Pollak) - 12:50
3. "Sparks" (Townshend) - 2:39
4. "Walk Away" (Walsh) - 3:37
5. "Tinley Park Jam" - 4:21
6. "Run Like an Antelope" (Anastasio, Marshall, Pollak) - 2:14
7. "Have Mercy" (Ferguson, Shaw, Simpson) - 3:05
8. "Run Like an Antelope" (Anastasio, Marshall, Pollak) - 2:00
9. "Mound" (Gordon) - 5:44
10. "The Squirming Coil" (Anastasio, Marshall) - 9:53
11. "Daniel Saw the Stone" (Traditional) - 3:20

### Disco 3
Pistas 5 - 7 grabadas el 11 de agosto de 1993 en el Club Eastbrook de Grand Rapids, Míchigan.
1. "You Enjoy Myself" (Anastasio) - 20:16
2. "Purple Rain" (Prince) - 6:52
3. "Golgi Apparatus" (Anastasio, Marshall, Szuter, Woolf) - 5:42
4. "La Grange" (Beard, Gibbons, Hill) - 4:58
5. "Mike's Song" (Gordon) - 12:19
6. "The Great Gig in the Sky" (Torry, Wright) - 5:27
7. "Weekapaug Groove" (Anastasio, Fishman, Gordon, McConnell) - 11:57

## Personal
- Trey Anastasio - guitarra, voz
- Page McConnell - piano, órgano, voz
- Mike Gordon - bajo, voz
- Jon Fishman - batería, aspiradora , voz